# Hans Ulrich Heuser
Hans Ulrich Heuser (* 1943 in Dillenburg) ist ein deutscher Journalist. Er war 26 Jahre Vorsitzender des Deutschen Journalisten-Verband Hessen und wurde mit dem Ehrenbrief des Landes Hessen sowie mit dem Verdienstkreuz am Bande des Verdienstordens der Bundesrepublik Deutschland geehrt.

## Werdegang
Heuser absolvierte nach dem Besuch der Fachhochschule ein Betriebswirtschaftsstudium und war nach dem Volontariat als Lokalredakteur in den Ressorts Lokales, Wirtschaft und Nachrichten bei verschiedenen Tageszeitungen tätig. Er war Chef vom Dienst und Leiter der Sportredaktion der Dill-Zeitung, mitverantwortlich für den Wirtschaftsteil der Redaktionsgemeinschaft Oberhessische Presse, Gießener Anzeiger und Dill-Zeitung. Er war stellvertretender Redaktionsleiter der Dill-Ausgaben der Wetzlarer Neuen Zeitung, verantwortlich für den Lokalsport der Dill-Ausgaben, wechselte in die Nachrichtenredaktion der Wetzlarer Neuen Zeitung und war seit 2001 freier Sportjournalist. Der Oberleutnant der Reserve hat als Mitglied einer Crew eine Transall über den Atlantischen Ozean geflogen. Er gehörte dem Lehrstab zur Ausbildung von Presseoffizieren der Bundesluftwaffe an der Offiziersschule in Fürstenfeldbruck an.
1966 wurde er Mitglied im Ortsverband Wetzlar des hessischen Journalisten-Verband (heute DJV Hessen). Bevor er 1991 an die Spitze des Verbandes als Erster Vorsitzender gewählt wurde, war er ein Jahrzehnt lang Kassenprüfer, dann Beisitzer und zweiter Vorsitzender im Vorstand bis zu seinem Ruhestand 2017. Auf seine Initiative wurden zwei hessische Journalistenpreise, der Hessische Journalistenpreis und der PresseFoto Hessen-Thüringen, ins Leben gerufen.
Für sein ehrenamtliches Engagement erhielt Heuser 2010 den Ehrenbrief des Landes Hessen. Für seine Leistungen während 25 Jahren als Vorsitzender des DJV-Landesverbandes Hessen – Tarifverhandlungen, Qualitätssicherung in der journalistischen Ausbildung und seinen Einsatz für eine freie Presse besonders in Thüringen nach dem Fall der Mauer – wurde Hans Ulrich Heuser 2015 mit dem Verdienstkreuz am Bande des Verdienstordens der Bundesrepublik Deutschland geehrt. Im Verein Kinderzuhause Burbach setzt sich Hans Ulrich Heuser für Familien mit mehrfach behinderten Kindern ein.
Der DJV Hessen ernannte Hans Ulrich Heuser auf seinem Verbandstag im Juni 2017 in Wiesbaden zum Ehrenmitglied.

## Auszeichnungen
- 2010 Ehrenbrief des Landes Hessen
- 2016 Verdienstkreuz am Bande des Verdienstordens der Bundesrepublik Deutschland